# 同人シリーズ
同人シリーズ（どうじんシリーズ）は、猫野まりこによる日本のボーイズラブ漫画作品。芳文社のレーベル花音コミックスから発売されている。
このページでは、同一の世界観を有する作品群について解説する。

## 概要
2011年から連載を開始し、2012年に『同人に恋して』が発売された。これが著者にとってデビューコミックスとなった。2014年にはドラマCD化され、Atis collectionより発売された。
一部のキャラクターや企業が、関係する実在のものをもじったものになっている。主人公の有馬の名前「芳史」は出版社名の前二文字「芳文」をもじったものであり、作中で壱都が制作した同人誌に於ける、芳史をモデルとしたキャラクターの名前を「芳文」としている。また勤務先の「花音印刷」はレーベル「花音コミックス」が由来となっている。

## あらすじ

### 同人シリーズ（メインシリーズ）
DOUJINI恋して、同人に恋して、同人に夢みて、同人で感じて、同人に潤んで
同人誌印刷所に勤める有馬芳史は、かつて同級生であり今人気の俳優望月壱都による手製の同人誌原稿を見せられていた。それは、芳史と壱都によるボーイズラブであった。原稿を読んでもらっている相手が最初は芳史だと気付かなかった壱都だが、忘れ物を取りに戻った際に気付いてしまう。そんなことがあってから、壱都の芳史に対する求愛に遠慮が無くなり、仕事の合間を縫って頻繁に印刷所に来るようになった。お互いの忙しさの中で芳史は、壱都なら、と受け入れるようになっていく。
同人日本昔ばなし
壱都が書いた同人誌という体で、昔話になぞらえて描かれる。
 鶴の恩返し／浦島太郎／桃太郎／かぐや姫

### 同人を愛して
同人を愛して、甘い指先で舐めてほぐして
仕事の合間を縫って芳史に会いに来る壱都の見張り役として、マネージャーの渡辺茜も同行していた。花音印刷の跡取り息子である尾崎誠吾は、渡辺の美麗さに惹かれ、声を掛ける。最初はセフレであり味のない関係であったが、お互い惹かれ合うようになり、遂には付き合うことになった。ある冬、インフルエンザに罹った尾崎を見舞いに来た渡辺は、尾崎の弟の晃汰に出くわす。そこで渡辺は、晃汰から兄と別れるように告げられ、脅迫までされてしまう。

### 強引作家シリーズ
強引作家と負け犬の初恋、強引作家とひな鳥の片恋、強引作家と恋猫のとまどい
名波純は、壱都主演のドラマの撮影の合間に起こした芳史に対する騒動を契機に、反省と修行を兼ねて、わかめ香という同人作家の許に向かわされた。しかしその同人作家こそ、名波がモデルを目指すきっかけとなった香瀬雄大その人であった。香瀬に認めてもらいたいと奮闘する名波。また香瀬も、名波には可能性を感じていた。

### その恋は彼を蝕む
帰宅途中にレイプされそうになった花音印刷研修生の峰亮太を救ったのは、香瀬の従兄弟である柊蒼真だった。彼に惹かれていく峰だったが、当初蒼真は峰を面白いおもちゃとしか思っていなかった。しかし、峰の純粋さに触れ続けたことで、蒼真の心が次第に乱されていく。

## 登場人物

### 株式会社花音印刷
有馬 芳史（ありま よしふみ）
声 - 鈴木達央
花音印刷の従業員。
尾崎 誠吾（おざき せいご）
声 - 安元洋貴
花音印刷の跡取息子。同人部門の主任。
峰 亮太（みね りょうた）
花音印刷の研修生。童貞。アイドルグループであるガールズキャピのファン。

### 芸能界
望月 壱都（もちづき いちと）
声 - 羽多野渉
イケメン人気俳優。
渡辺 茜（わたなべ あかね）
声 - 遊佐浩二
壱都のマネージャー。超有能。
香瀬 雄大（かせ ゆうだい）
スーパーモデル。突如引退し、「わかめ香」（わかめ かおる）の名で同人誌を描いている。
名波 純（ななみ じゅん）
声 - 松岡禎丞
若手俳優。加瀬に憧れてモデルになったが、直ぐに俳優に転身した。
両角（もろずみ）
声 - 保村真
名波の叔父。ゲイ。

### 同人誌業界
麗華（れいか）
花音印刷常連の同人作家。

### 親族
柊 蒼真（ひいらぎ そうま）
香瀬の従兄弟。喪失感を覚えると破壊衝動に駆られることがある。
柊 真聡（ひいらぎ まさと）
医師。蒼真の兄で、晃汰の同級生。
尾崎 晃汰（おざき こうた）
誠吾の弟。ゲイ。

## 書誌情報
猫野まりこ著、芳文社〈花音コミックス〉、既刊10巻（2022年1月5日現在）
| 巻 | タイトル                 | 発売日         | ISBN                   | 備考 |
| -- | ------------------------ | -------------- | ---------------------- | ---- |
| 1  | 同人に恋して             | 2012年12月27日 | ISBN 978-4-8322-8832-4 |      |
| 2  | 同人に夢みて             | 2013年8月29日  | ISBN 978-4-8322-8861-4 |      |
| 3  | 強引作家と負け猫の初恋   | 2014年9月29日  | ISBN 978-4-8322-8910-9 |      |
| 4  | 同人で感じて             | 2015年7月29日  | ISBN 978-4-8322-8942-0 |      |
| 5  | 強引作家とひな鳥の片恋   | 2016年2月27日  | ISBN 978-4-8322-8967-3 |      |
| 6  | 同人に潤んで             | 2017年7月29日  | ISBN 978-4-8322-9021-1 |      |
| 7  | 強引作家と恋猫のとまどい | 2018年8月29日  | ISBN 978-4-8322-9065-5 |      |
| 8  | その恋は彼を蝕む         | 2020年1月29日  | ISBN 978-4-8322-9119-5 |      |
| 9  | 甘い指先で舐めてほぐして | 2020年8月5日   | ISBN 978-4-8322-9139-3 |      |
| 10 | その恋は彼を蝕む 2       | 2022年1月5日   | ISBN 978-4-8322-9188-1 |      |

## ドラマCD

### スタッフ
- 監督：阿部信行
- 脚本：野中幸人（恋）、与口奈津江（夢）、桑田瑞紀（感）

### 規格品番
| 巻 | タイトル     | 発売日         | 規格品番 | JANコード         | 番号     | 備考 |
| -- | ------------ | -------------- | -------- | ----------------- | -------- | ---- |
| 1  | 同人に恋して | 2014年1月28日  |          | JAN 4560223561314 | ATIS-086 |      |
| 2  | 同人に夢みて | 2014年12月28日 |          | JAN 4560223561543 | ATIS-092 |      |
| 3  | 同人で感じて | 2015年12月28日 |          | JAN 4560223561734 | ATIS-100 |      |